# Juan Orlando Mercedes
Juan Orlando Mercedes Sena (nacido el 16 de junio de 1957) es un político e ingeniero de la República Dominicana. Es senador de la provincia de Independencia, elegido en 2006 y reelegido en 2010 con 68% del voto -- el porcentaje más alto logrado por un senador. También fue presidente de la comisión de energía.